# Исландия
Исландия (на исландски: Ísland, произнася се ˈislant, „ледена страна“) е островна държава в северната част на Атлантическия океан. Намира се между Гренландия и Шотландия и е на северозапад от Фарьорските острови.
Исландия е страна с пазарна икономика, с относително ниски данъци в сравнение с другите страни членки на ОИСР. Тя поддържа т. нар. Скандинавска социална система, която предоставя универсално здравеопазване и висше образование за своите граждани. Исландия се нарежда високо в икономическата, политическата и социалната стабилност и равенство. През 2013 година тя бе класирана като 13-а най-развита страна в света от Индекс на човешкото развитие на ООН. Исландия работи почти изцяло на възобновяема енергия.
Във връзка със световната финансова криза (2007 – 2008), цялата банкова система се проваля през октомври 2008 година, което довежда до тежка депресия и значителни политически вълнения. Много банкери са осъдени на затвор. Страната фактически се оказва на границата на банкрутирането. По-късно икономиката значително се възстановява, в голяма степен благодарение на скока в туризма.
Исландската култура се основава на скандинавското наследство на нацията. Повечето исландци са потомци на германски и келтски заселници. Културното наследство на страната включва традиционните исландска кухня, исландска литература и исландски саги. Исландия е страната с най-малкото население от всички членки на НАТО и е единствената от тях, която няма постоянна армия.

## История

### Средновековие
Смята се, че първите заселници в Исландия са ирландски християнски монаси, които прекарват известни периоди на острова през 8 век. Те престават да го посещават след постепенното заселване на викинги, идващи от Норвегия. Първият известен заселник е Ингоулвур Артнарсон, който през 874 година се настанява в района на днешен Рейкявик. Той е последван от нови заселници, главно норвежци и техните ирландски роби. До 930 година основната част от ограничената обработваема земя на острова е разпределена. Тогава е създаден Алтингът, парламент със законодателна и съдебна власт. Той е смятан за най-стария парламент в света, който, макар и с прекъсвания, съществува и до днес.
Християнството се налага в Исландия около 1000 година с подкрепата на норвежките крале. Те традиционно упражняват значително влияние в страната, както поради норвежкия произход на повечето исландци, така и поради зависимостта на острова от търговията с норвежките пристанища. След продължителен период на размирици, през 1262 г. Алтингът сключва т. нар. Стар договор, с който Исландия се подчинява на норвежката корона, а със сключването на Калмарската уния в края на 14 век – на Дания.

### Колонизиране и федерация (874 – 1262)
Келтски монаси живеели в Исландия преди скандинавските заселници, вероятно членове на шотландска мисия. Последните археологически разкопки разкриват останки от бараки в пристанища на полуостров Рейкянес. Шведският изследовател на викингите Гардар Свавасон е първият, обиколил Исландия през 870 г., с което установява, че това е остров.

### Датско управление
Следващите столетия са най-тежките в историята на Исландия. При всяка от двете големи чумни епидемии през 1402 – 1404 и 1494 – 1495 г. измира около половината от неголямото население на острова. В средата на 16 век датчаните налагат лутеранството, като през 1550 г. е обезглавен последният исландски католически епископ Йоун Арасон, тачен като национален герой. В допълнение към тежките природни условия, от 17 век външната търговия на страната е превърната в монопол, правата върху който са продавани от датското правителство, което се превръща в сериозна пречка за икономическото развитие. Крайбрежието става обект на нападения на пирати от Англия, Испания и Алжир. През 18 век нова епидемия, този път от едра шарка, унищожава около една трета от населението. Изригване на вулкана Лаки през 1783 година нанася тежки щети на земеделието, като измира повече от половината добитък, а при последвалия глад – и около една четвърт от хората.
През 1814 г., след Наполеоновите войни, Норвегия е отделена от Дания, но Исландия остава под датско владение. През 19 век в страната се засилва движението за независимост, вдъхновено от европейския романтичен национализъм, като начело на повечето негови политически прояви застава Йон Сигурдсон. През 1874 г. страната получава известна вътрешна автономия, която е разширена през 1904 година. През 1918 г. между Дания и Исландия е сключен договор с 25-годишен срок, според който Исландия става суверенна държава в лична уния с Дания.

### Независима Исландия
През междувоенния период Исландия функционира като конституционна монархия, като датският крал осъществява правомощията си чрез свой постоянен представител. След началото на Втората световна война комуникациите между двете страни са затруднени, а след окупацията на Дания от Германия през април 1940 година стават невъзможни, поради което Алтингът възлага на правителството да изпълнява временно функциите на монарха, свързани главно с външната политика. В същото време островът придобива все по-голяма важност за двете воюващи страни. През пролетта на 1940 година, в нарушение на нейния неутралитет, Исландия е окупирана от британски войски, заменени на следващата година от американски, които остават там до 1946 година.
В края на 1943 г. срокът на договора за уния с Дания изтича. След проведен през пролетта референдум, на 17 юни 1944 г. Исландия е обявена за независима република. През 1949 г., сред необичайни за страната обществени противоречия, Исландия става член на НАТО, а през 1951 г. е подписан двустранен военен договор със Съединените щати, в резултат на който американските войски се връщат на острова. Те остават там в хода на цялата Студена война и се изтеглят отново през есента на 2006 г.
След Втората световна война в Исландия започва период на значителен икономически растеж, свързван с индустриализацията на риболова и преработката на риба, Плана Маршал и нарастването на търговията, в резултат на общия икономически подем в Западна Европа. През 70-те години Исландия е в центъра на т.нар. Рибни войни – поредица от спорове с Великобритания, Западна Германия и някои други страни, в резултат на които страната увеличава многократно зоната около острова с изключителни права за риболов.

## География
Отдалеченият от континента остров Исландия е една от най-северните точки на Европа. Територията на Исландия е заета от високи планини, ледници, гейзери и вулкани. Островът разполага и с много горещи минерални извори. В столицата Рейкявик те се използват за отопление. Най-високият връх, Кванадалсхнюкюр (в някои източници се споменава с името Хванадалсхнукюр) се намира на ледника Вахтнайокутъл (2110 m).
Исландия е най-големият остров в света, възникнал изцяло в резултат на вулканична дейност. Такива са и заобикалящите я островчета Сюртсей, Строхкюр и Стори Гейсир.
В Исландия вирее полярният мак. Животинският свят е беден, по крайбрежието обитава тъпоклюна кайра.
Климатът в Южна и Централна Исландия е умерен морски. Поради затоплящия ефект на северноатлантическото течение, в Южна Исландия зимите не са сурови, дори са меки. Летата са сравнително прохладни. В Северна Исландия климатът е субполярен. В тази част на острова климатът е малко по-студен в сравнение с климата в южните части.
Исландия се намира на кръстовището на Северния атлантически океан и Северния ледовит океан. Основният остров е изцяло южно от Северния полярен кръг, който минава през малкия исландски остров Гримси. Страната е разположена между географските ширини 63° и 68° N, и дължини 25° и 13° W.
Исландия е по-близо до континентална Европа, отколкото от континенталната част на Северна Америка. По този начин островът обикновено се включва в Европа поради исторически, политически, културни и практически причини. Исландия е 18-и по големина остров в света и вторият по големина остров в Европа след Великобритания. Основният остров е с площ 101 826 km², а на цялата страна – 103 000 km², от които 62,7% са тундра. В Исландия има тридесет малки острова, включително слабо населени. Езерата и ледниците покриват 14,3% от нейната повърхност; само 23% са растителност. Геологически Исландия е част от Средноатлантически хребет.

### Климат
Климатът на брега на Исландия е субполярен океански. Региони в света с подобни климатични условия включват Алеутски острови, полуостров Аляска, въпреки че тези региони са по-близо до екватора. Въпреки близостта си до Арктика, бреговете на острова остават без лед през зимата. Ледените нахлувания са редки. Последните, които са настъпили на северния бряг, са през 1969 година. Климатът варира в различните части на острова. Най-общо казано, на южния бряг е по-топло, влажно и ветровито, отколкото на север. Централните планини са най-студената част на страната. Ниските вътрешни райони на север са най-сухи. Снеговалежът през зимата е по-често на север, отколкото на юг. Най-високата записана температура на въздуха е 30,5 °C (на 22 юни 1939 година) на югоизточния бряг. Най-ниската е -38 °C (на 22 януари 1918 година) в североизточния хинтерланд.

### Биологичното разнообразие
Има около 1300 известни видове насекоми в Исландия. Когато хората се заселват, единственият местен бозайник е полярната лисица. В редки случаи има и прилепи, които долитат с вятъра на острова, но те не са в състояние да се размножават там. Полярните мечки понякога идват от Гренландия, но те са само посетители. Приблизително три четвърти от острова е без растителност. Постоянното заселване на хората значително нарушава изолираната екосистема на тънки, вулканични почви и ограниченото видово разнообразие. Горите са силно експлоатирани в продължение на векове за огрев и дървен материал. Обезлесяването, климатичното влошаване по време на малката ледникова епоха и прекомерната паша с овце, внесени от заселници, причинява загуба на горния почвен слой поради ерозия. Днес много ферми са изоставени. Три четвърти от площта на Исландия са засегнати от ерозия на почвата. Засаждането на нови гори увеличава броя на дърветата, но резултатът не може да се сравнява с първоначалните гори. Най-високото дърво в Исландия е ситковият смърч, засадено през 1949 г. Животните в Исландия включват исландски овце, едър рогат добитък, пилета, кози, исландски коне и всички потомци на животни, внесени от европейците. Дивите бозайници включват арктическа лисица, норка, мишки, плъхове, зайци и елени. Полярните мечки понякога посещават острова, идвайки по айсберги от Гренландия. Морските бозайници включват дългомуцунест тюлен (Halichoerus grypus) и обикновен тюлен (Phoca vitulina). Много видове риба живеят в океанските води в околностите на Исландия. Птиците, особено морските, са важна част от животинския свят на Исландия.
| температура | яну   | фев   | мар   | апр  | май  | юни   | юли   | авг   | сеп   | окт  | ное  | дек   |
| ----------- | ----- | ----- | ----- | ---- | ---- | ----- | ----- | ----- | ----- | ---- | ---- | ----- |
| минимална   | -2 °C | -2 °C | -2 °C | 1 °C | 4 °C | 7 °C  | 9 °C  | 8 °C  | 6 °C  | 3 °C | 0 °C | -1 °C |
| максимална  | 2 °C  | 2 °C  | 3 °C  | 6 °C | 9 °C | 12 °C | 13 °C | 13 °C | 10 °C | 6 °C | 3 °C | 2 °C  |

## Държавно устройство
От 17 юни 1944 г. Исландия е независима парламентарна република. Държавен глава е президентът – предимно с представителни функции, който се избира за 4-годишен период. Парламентът (алтинг)ът се състои от 63 депутати и се избира за срок от 4 години.

## Административно деление
Административно Република Исландия е разделена на 23 териториални единици, наречени сисла (на исландски sýslur). Сисла са съставени от 95 общини. Паралелно с това страната е разделена на 6 парламентарни избирателни района и 14 самостоятелни града.

## Политика
Исландия е с ляво-дясно многопартийна система. След парламентарните избори от 2013 година, най-големите партии са дясноцентристката Партия на независимостта (Sjálfstæðisflokkurinn) и Прогресивната партия (Framsóknarflokkurinn). Много други партии съществуват на общинско ниво, повечето от които работят само на местно ниво в една община. Исландия е първата страна в света, която има политическа партия, образувана и ръководена изцяло от жени. Известна като Списък на жените или Женски алианс (Kvennalistinn), тя е основана през 1983 година за подпомагането на политическите, икономически и социални нужди на жените. След участието си в първите парламентарни избори, Женският алианс помага за увеличаването на дела на жените парламентаристи.

### Правителство
Исландия е представителна демокрация и парламентарна република. Модерният парламент е основан през 1845 година като консултативен орган към датския монарх.
Смята се, че основаването на модерния парламент представлява възстановяване на парламента, основан през 930 година в периода на т. нар. „Исландия от епохата на народовластието“ – държава, съществувала до 1799 г. Следователно, това е може би най-старият в света парламент. Алтингът има 63-ма членове, които се избират за максимален период от четири години. Президентът се избира чрез преки избори за срок от четири години, без граница. Изборите за президент и местните общински съвети са отделно на всеки четири години.

### Външна политика
Исландия, която е член на ООН, НАТО, ЕАСТ и ОИСР, поддържа дипломатически и търговски отношения с почти всички народи, но връзките със скандинавските страни, Германия, САЩ, Канада и други държави от НАТО са особено близки. В исторически план, поради културни, икономически и езикови прилики, Исландия е скандинавска страна, и участва в междуправителственото сътрудничество чрез Северния съвет.
Исландия е член на Европейското икономическо пространство (ЕИП), което позволява на страната достъп до единния пазар на Европейския съюз (ЕС). Тя не е била член на ЕС, но през юли 2009 г. исландският парламент гласува в подкрепа на заявление за членство в ЕС, което официално е обявено на 17 юли 2009 г. Въпреки това през 2013 г. проучванията на общественото мнение показват, че много исландци са срещу присъединяването към ЕС; след изборите през 2013 г. двете партии, които формират новото правителство на острова – центристката Прогресивна партия и дясната Партия на независимостта, обявиха, че ще проведат референдум за членството в ЕС. Страната не разполага с въоръжени сили.

### Военни
Исландия не разполага с постоянна армия, но исландската брегова охрана, която също поддържа и Исландската система за противовъздушна отбрана, както и Исландската група за реагиране при кризисни ситуации, изпълняват военизирани функции. От май 2008 година страните от НАТО периодично изпращат изтребители, които да патрулират исландското въздушно пространство. Исландия подкрепи нахлуването в Ирак през 2003 година, въпреки многото вътрешни несъгласия. Исландия участва в продължаващия конфликт в Афганистан. Въпреки продължаващата финансова криза, първият от десетилетия нов патрулен кораб стартира на 29 април 2009 година. Според глобалния индекс на миролюбието, Исландия е най-спокойната страна в света. Има ниско ниво на престъпност и високо равнище на социално-политическа стабилност.

## Население
Националният състав на страната е еднороден. Повече от 90% са исландци. Освен тях в страната живеят датчани, норвежци и др. Около 60% от жителите на страната са съсредоточени в югозападната част на острова. В столицата Рейкявик и околностите живеят около 2/3 от населението на страната. Изповядваната религия е протестантството – Евангелска лутеранска църква на Исландия. Православието е представено от четири православни патриарха: константинополски, московски, сръбски и румънски, въпреки че православните християни са само около 900 души.

## Икономика
Икономиката на Исландия е от типично скандинавски тип – изключително добре развита социална система, ориентирана към индивидуалното благосъстояние на хората, ниска безработица, стабилни темпове на икономически растеж и равномерно разпределение на доходите на населението.
Риболовът и преработването на риба имат определяща роля в икономиката на страната и традиционно съставляват основна част от износа на Исландия. Около 5% от световната търговия с риба и рибни продукти е с исландски произход. Икономическата и риболовна зона около острова обхваща акваторията до 200 мили от крайбрежната линия на острова.
Исландия разполага с богати енергийни ресурси. Енергетиката е стратегически отрасъл на исландската икономика. 45% от енергийните потребности се осигуряват от водноелектрически централи, а 30% от геотермални източници.
Исландия произвежда и изнася значителни количества алуминий и феросиликон, като делът на химическата индустрия в БВП на Исландия непрекъснато нараства през последните години.
Силно развит е финансовият и банков сектор. Водещите търговски банки в страната стъпват все по-уверено на банковия пазар в Скандинавия и Европа като цяло, включително чрез установяване на контрол и закупуване на чуждестранни търговски банки и застрахователни дружества.

### Икономически бум и кризи
В периода 2003 – 2007 година, след приватизацията на банковия сектор в рамките на правителството на Дейвид Одсан, Исландия се придвижва към икономика, основана на международно инвестиционно банкиране и финансови услуги. Тя бързо се превръща в една от най-проспериращите страни в света, но е силно засегната от сериозна финансова криза. Кризата е в резултат на най-голямата миграция в Исландия от 1887 година, с нетна емиграция на 5000 души през 2009 година. Икономиката на Исландия се стабилизира при правителството на Йоханна Сигурдардотир и нараства с 1,6% през 2012 година.
Много исландци обаче остават недоволни от състоянието на политиките за икономии на правителството. Дясноцентристката Партия на независимостта се връща на власт в коалиция с Прогресивната партия на изборите през 2013 година.

## Култура

### Ден на бирата
1 март е ден на бирата в Исландия. На този ден всеки възрастен трябва да изпие толкова бира, колкото може. Така се отбелязва приемането на Закона за бирата, който действа в страната от 1989 г.
По време на празника се провежда бирен фестивал, през който туристите могат да се присъединят в столицата Рейкявик към обществото на студентите, разпиващи в най-шумните кръчми на града. Надпиването продължава до ранни зори и е ограничено единствено от цената на кехлибарената напитка – една от най-високите в света (около 8 евро за литър). Въздържателите отбелязват празника с надбягвания със снегоходи, а децата – с правене на скулптури от сняг.

### Фестивал на изкуствата
Всяка година столицата на Исландия Рейкявик е домакин на фестивал на изкуствата, на който се представят театрални постановки, концерти, опери и представления на клоуни, мимове и жонгльори от цял свят. Фестивалът се провежда от 1970 г.

### Преса
През 2015 г. Исландия е на 21-во място по свобода на пресата в света по данни на Репортери без граници (13 място спрямо предходната година).

## Образование и наука
Министерството на образованието, науката и културата отговаря за политиките и методите на училищата, които трябва да използват и издават национални насоки в учебната програма. Въпреки това основните училища, както и по-обикновените средни училища, се финансират и управляват от общините. Правителството позволява на гражданите да обучават вкъщи децата си, обаче под много строг набор от изисквания.
Детската градина не е задължително образование за деца на възраст от шест години и е първата стъпка в образователната система. Настоящото законодателство относно училището е прието през 1994 година. Задължителното образование се състои от основно и прогимназиално образование, които често се провеждат в една и съща институция. Образованието е задължително по закон за деца на възраст от 6 до 16 години. Учебната година трае девет месеца. Започва между 21 август и 1 септември и приключва между 31 май и 10 юни. Часовете се провеждат пет дни в седмицата. Всички държавни училища имат задължително обучение в християнството, въпреки че освобождаването може да бъде разгледано от министъра на образованието.
Средното образование следва прогимназиално образование.

## Здравеопазване
Исландия има универсална здравна система, която се управлява от Министерството на социалните грижи (исландски: Velferðarráðuneytið) и се изплаща предимно от данъците (85%) и в по-малка степен от такси за услуги (15%). За разлика от повечето страни, не съществуват частни болници и частното осигуряване е практически несъществуващо. Значителна част от държавния бюджет е възложен на здравеопазването и Исландия се нарежда на 11-о място в разходите за здравеопазване като процент от БВП и 14-о място в разходите на глава от населението. От всички здравни системи в света е една от най-добре представящите се и се класира на 15-о място в Световната здравна организация. Според един доклад на ОИСР, Исландия отделя много повече средства за здравеопазване отколкото повечето индустриални държави. Считано от 2009 година, Исландия има 3,7 лекари на 1000 души (в сравнение със средно 3,1 в страните от ОИСР) и 15,3 сестри на 1000 души (в сравнение със средно 8,4 на ОИСР). Исландците са сред здравите хора в света – 81% според едно проучване на ОИСР. Въпреки, че е все по-голям проблем, затлъстяването не е толкова широко разпространено. Както и в други развити страни, детската смъртност е една от най-ниските в света. Делът на населението, което пуши е по-нисък от средния за ОИСР. Средната продължителност на живота е 81,8 (в сравнение със средно на 79,5 ОИСР). Освен това Исландия има много ниско ниво на замърсяване и високо ниво на екологично съзнание сред гражданите. Според оценка на ОИСР, размера на токсичните материали в атмосферата е много по-нисък, отколкото във всяка друга индустриализирана страна.

## Други
- Комуникации в Исландия
- Транспорт в Исландия
- Исландски отбранителен отряд (САЩ)
- Въоръжени сили на Исландия
- Външна политика на Исландия